# Troistorrents
Troistorrents (frankoprovenzalisch [tʀetɔʀɛ̃]) ist eine Munizipalgemeinde und eine Burgergemeinde des Bezirks Monthey im französischsprachigen Teil des Schweizer Kantons Wallis. Zu Troistorrents gehört der vordere Teil des Val de Morgins mit der Ortschaft Morgins und dem grenzüberschreitenden Alpenpass Pas de Morgins ins französische Chablais.

## Sehenswürdigkeiten

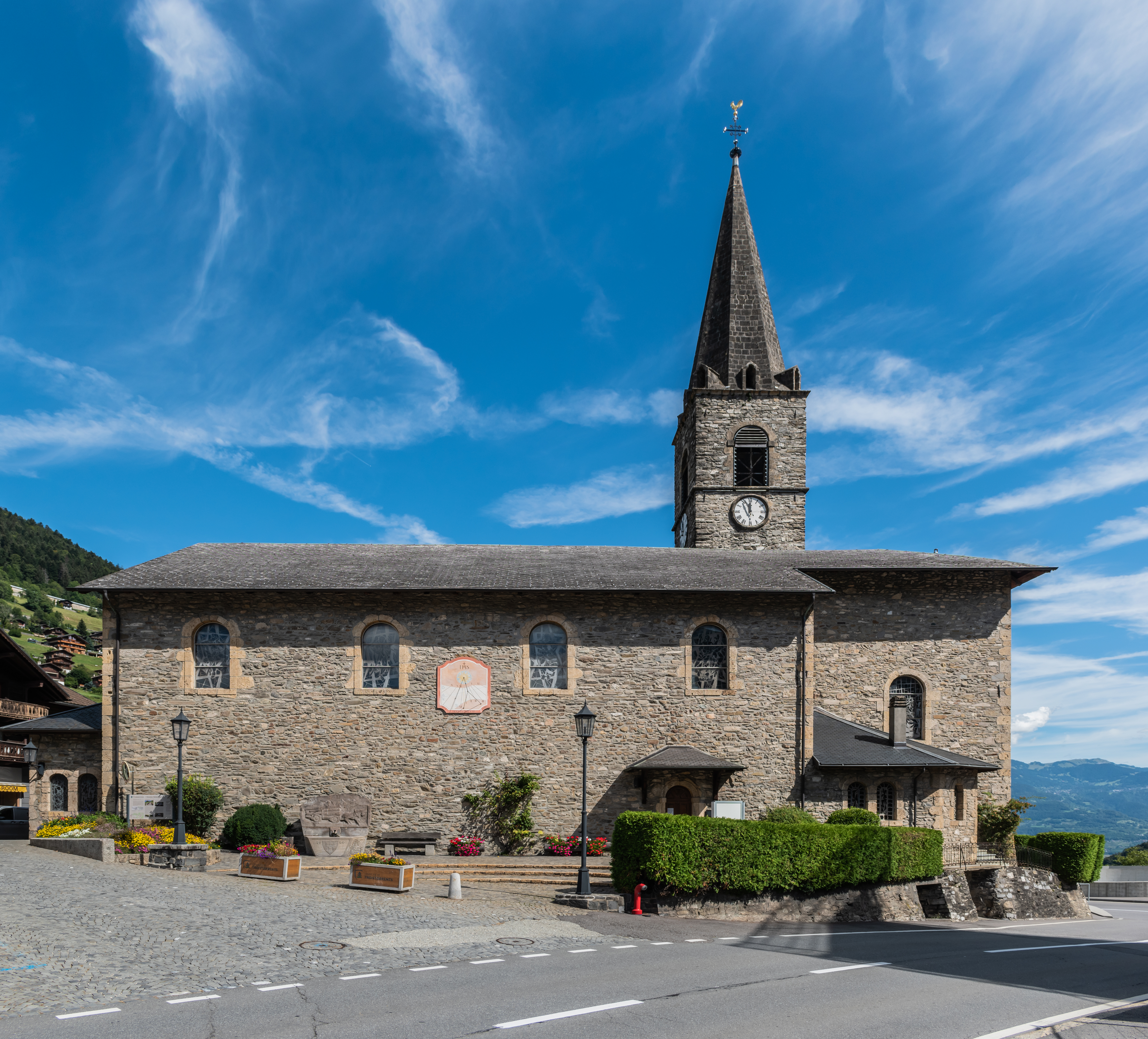
Kirche Sainte-Marie-Madeleine

## Bevölkerung
| Bevölkerungsentwicklung | Bevölkerungsentwicklung | Bevölkerungsentwicklung | Bevölkerungsentwicklung | Bevölkerungsentwicklung | Bevölkerungsentwicklung | Bevölkerungsentwicklung | Bevölkerungsentwicklung | Bevölkerungsentwicklung |
| ----------------------- | ----------------------- | ----------------------- | ----------------------- | ----------------------- | ----------------------- | ----------------------- | ----------------------- | ----------------------- |
| Jahr                    | 1850                    | 1900                    | 1950                    | 2000                    | 2010                    | 2012                    | 2014                    | 2016                    |
| Einwohner               | 1191                    | 1556                    | 1836                    | 3567                    | 4230                    | 4256                    | 4453                    | 4568                    |

## Persönlichkeiten
- Hans Kuhn (1919–2012) in Troistorrents, Chemiker
- Marianne Maret (* 1958), Politikerin, Ständerätin, Alt-Gemeindepräsidentin
- Philippe Nantermod (* 1984), Politiker, Nationalrat